# Баницкое Евангелие
Баницкое (попа Иоанна) Евангелие (болг. Банишко евангелие) — среднеболгарская пергаментная рукопись XIII века, хранящаяся в Национальной библиотеке Св. Кирилла и Мефодия в Софии (№ 847). Примечание в конце рукописи (лист 205а) сообщает, что она была переписана попом Иоанном в церкви села Баница, Врачанская область. Содержит четыре евангелия и церковный календарь, месяцеслов, со славянскими названия месяцев. В месяцеслове отмечены праздники святой Параскевы Болгарской (14 октября), святого Иоанна Рыльского (19 октября), царя Петра I (30 января), Кирилла Философа (14 февраля) и Мефодия Солунского (6 апреля). Рукопись украшена плетёными заставками и буквицами.

## Издания
- Дограмаджиева, Е., Райков, Б. Банишко евангелие: среднобългарски паметник от XIII в. С., 1981